# سيمون غيبونز
سيمون غيبونز هو قسيس كندي، ولد في 21 يونيو 1851 في Forteau ‏ في كندا، وتوفي في 14 ديسمبر 1896 في بارسبورو ‏ في كندا.